# Phaedrotoma remnus
Phaedrotoma remnus är en stekelart som först beskrevs av Papp 2003.  Phaedrotoma remnus ingår i släktet Phaedrotoma och familjen bracksteklar. Inga underarter finns listade i Catalogue of Life.